# 吳哲 (成化進士)
吳哲（？—？），江西撫州府臨川縣人，明朝政治人物。進士出身。

## 生平
成化八年（1472年）登進士，十年（1474年）授嘉定縣知縣，十五年（1479年）由劉翔接任。